# Schronisko PTTK „Samotnia”

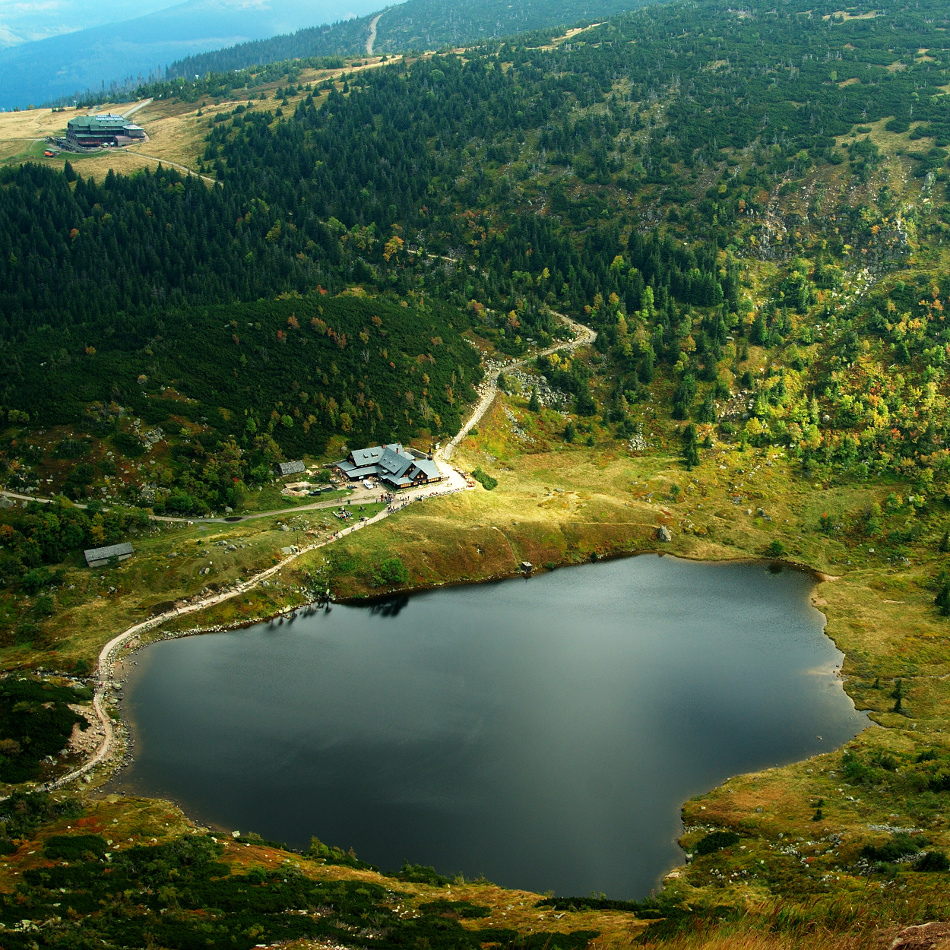
Schronisko Samotnia nad Małym Stawem. Powyżej widoczna Strzecha Akademicka

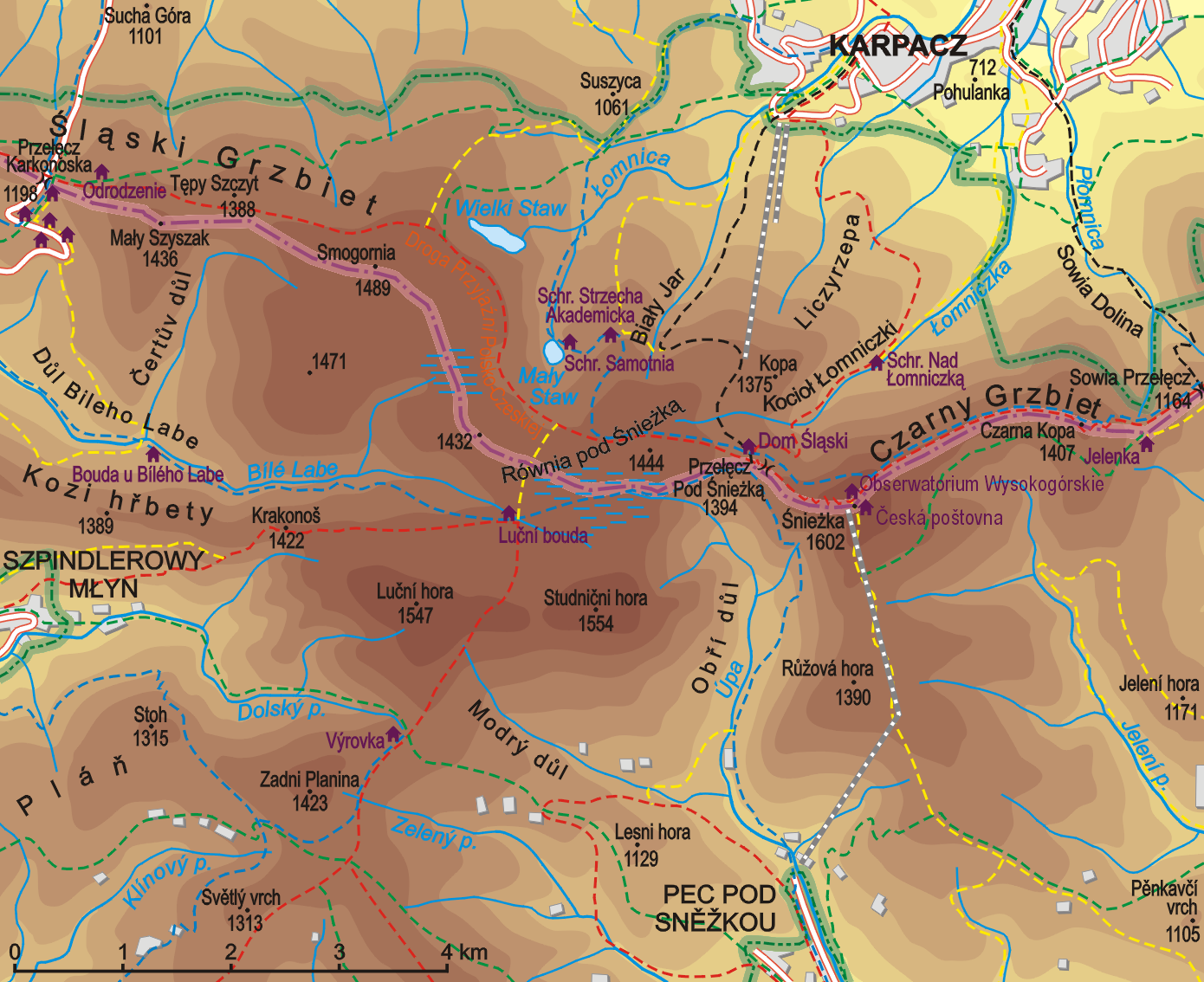
„Samotnia” na mapie okolic Śnieżki

Samotnia – Schronisko PTTK im. Waldemara Siemaszki nad Małym Stawem, w Kotle Małego Stawu, w Karkonoszach.
Do schroniska można dojść niebieskim szlakiem od Świątyni Wang (około 1 godz.) lub zejść od strony Strzechy Akademickiej (około 10 min).

## Historia
Jest jednym z najstarszych schronisk w Polsce. Są dane świadczące o tym, że już w drugiej połowie XVII wieku człowiek docierał w rejon Małego Stawu. Pierwsze wzmianki o domku nad Małym Stawem pochodzą z 1670 roku.
Ścieżka z okolic dzisiejszego Karpacza prowadziła przez Złotówkę do stojącej nad stawem budy. Mieszkał w niej strażnik pilnujący hodowanych w akwenie pstrągów. Nieco później, bo pod koniec XVII wieku, zaczęto używać innego szlaku, prowadzącego od dzisiejszego kościółka Wang, przez Rzepiórową Kręgielnię, Polanę, Kozi Mostek. Po dziś dzień chodzą turyści tym oznakowanym na niebiesko szlakiem.
W swoim opisie wędrówki na Śnieżkę 7 września 1670 r. Christian Gryphius, najstarszy syn poety barokowego Andreasa Gryphiusa, rektor Gimnazjum św. Magdaleny we Wrocławiu, wspomina odwiedziny u mieszkającego tu budziarza-strażnika Mateusza Schodera. "...Dotarliśmy do Małego Stawu, gdzie zastaliśmy starszego człowieka w wieku sześćdziesięciu pięciu lat. Ten starzec wychowywał się w górach i nie chciał schodzić na dół twierdząc, że nie odpowiada mu w dolinie powietrze. A gdy zapytałem go czym się żywi, to wtedy wskazał na stado kóz wspinających się po skałach. Zimą zabijał drzwi swej budy belkami, a gdy musiał iść po śniegu, to zakładał karple...".  Rodzina Schoderów, przez kilka pokoleń pilnowała stawu na polecenie ówczesnych właścicieli tych ziem - rodziny Schaffgotschów, utrzymując się z hodowli kóz.
W kilka lat później zwiedzający Karkonosze stolnik żmudzki Teodor Billewicz w demonicznym opisie tego zakątka dostrzega łódź kołyszącą się na stawie.
Połączenie Jeleniej Góry ze światem przez uruchomienie w roku 1866 linii kolejowych do Wrocławia i Berlina spotęgowało rozwój ruchu turystycznego. Właściciele bud karkonoskich dostrzegli potrzebę ich rozbudowy. Do rozbudowy Samotni zabierał się Karol Häring. Z tego i późniejszego okresu pochodzą sprzeczne informacje na temat lokalizacji obecnej Samotni, niemniej dzisiejsza sala bufetowa ma już ponad 100 lat.
Na skutek postępującego zubożenia Häring w 1891 roku sprzedał swoją chatę Henrykowi Richterowi, radcy handlowemu z Miłkowa za 4000 talarów (wraz ze sporym stadem bydła). Nowy właściciel kontynuował rozbudowę.
Z tego okresu pochodzi symbol Samotni – wieżyczka i odlany w Jeleniej Górze dzwon-sygnaturka z datą 1861 r. Nasuwa się tu przypuszczenie, że Richter mógł już posiadać ten dzwon przed przybyciem do budy nad stawem, albo że związek jego z tą budową był wcześniejszy.
Po 1900 roku przez kilkanaście lat schronisko dzierżawił Józef Bönsch, po czym Richter sprzedał je Franciszkowi Kraussowi, który obiekt ten dalej modernizował. Od Małego Stawu (Kleiner Teich) obiekt nosił nazwę Kleine Teichbaude.
Kilkadziesiąt metrów od Samotni, przy drodze w kierunku Schroniska PTTK „Strzecha Akademicka”, na jednym z głazów jest wykuty napis "Zbudowane przez Pana Franciszka Kraussa w 1922 r." (niem. "Erbaut Herr Franz Krauss 1922"). Upamiętniać to może rozpoczęcie rozbudowy albo budowę tej drogi. Od 1 maja 1927 schronisko prowadził znany sportowiec Paul Haase z żoną Gretą; w tym okresie stało się ono centrum m.in. sportów zimowych. Ostatnim niemieckim właścicielem do końca II wojny światowej był Franz Hövel. Po wojnie przez schronisko przewinęło się kilkunastu zarządców (m.in. Stanisław Staroń, Zbigniew Pawłowski, Cezary Marcinkowski).
Od 13 czerwca 1966 roku Samotnią kierował Waldemar Siemaszko wraz z żoną Sylwią. 10 lutego 1994 roku w czasie zjeżdżania do Karpacza, na niezabezpieczonym i zalodzonym zakręcie przy świątyni Wang, samochód terenowy spadł z kilkumetrowej skarpy. Jedyną ofiarą wypadku był Waldemar Siemaszko. Od tego dnia Samotnią kierowała Sylwia Siemaszko.
Samotnia pod trwającym do 2024 kierownictwem państwa Siemaszków przeżyła rozkwit i stała się jednym z najczęściej nagradzanych schronisk i obiektów turystycznych w kraju. Wybudowano tu pierwszą w Sudetach biologiczną oczyszczalnię ścieków, zmodernizowano system ogrzewania z koksowego na olejowy (inicjatywa sympatyków Samotni z Wrocławia), w 1973 zaadaptowano jedno z pomieszczeń zaplecza na samoobsługową narciarnię, wybudowano garaż na pierwszy w Karkonoszach kanadyjski skuter śnieżny, zmodernizowano pracę kuchni i pralni. Myślano wtedy o jeszcze innych inwestycjach, ale przeprowadzona w 1975 roku ekspertyza techniczna wykazała nieopłacalność remontu kapitalnego. Powstał więc wtedy pomysł przekształcenia schroniska turystycznego w muzeum górskie, niemniej jednak służy ono turystom do dziś. Konieczne okazało się jednak podstemplowanie najstarszej części stropu schroniska w dzisiejszej sali bufetowej i głównej klatki schodowej (1976).
Przy współudziale bywalców tego schroniska, które jako chyba jedyne w kraju przyznawało szczególnie oddanym dla tej budy turystom tytuł i odznakę „Zasłużony dla schroniska”, organizowane tu były przeglądy filmów i przeźroczy górskich. W wodach Małego Stawu organizowane były zawody płetwonurków o „Błękitną Wstęgę Samotni”. Względy ochrony rezerwatu zmusiły jednak organizatorów do zaniechania tej imprezy, choć płetwonurkowie przed zawodami czyścili dno stawu z najróżniejszych przedmiotów.
Przed utworzeniem Karkonoskiego Parku Narodowego w Wielkim Żlebie (Slalomowym) uprawiano narciarstwo. W drugi dzień Wielkanocy rozgrywano „Slalom Wiosenny”, w latach późniejszych imprezę narciarską o charakterze zabawowym „Slalom Czekoladowy” (od koloru opalenizny, ale i błota, w którym można było wylądować).
Od 1967 roku organizowano zawody narciarskie o „Puchar Samotni” w konkurencji slalomu specjalnego lub slalomu giganta. Inicjatorem ich był gospodarz Samotni Waldemar Siemaszko, który wraz z gronem przyjaciół schroniska i miłośników narciarstwa ustalił regulamin zawodów. Te międzynarodowe zawody o ciekawej oprawie i programie trzeba było jednak zakończyć w 1981 ze względu na istniejący tu rezerwat przyrody.
W roku 1995, po wielu staraniach i ostatecznej zgodzie Karkonoskiego Parku Narodowego zorganizowano po raz kolejny zawody narciarskie im. Waldemara Siemaszki o „Puchar Samotni”. Odbywają się one raz do roku.
Schronisko posiada stały dostęp do internetu, który udostępnia swoim gościom dzięki lokalnemu nadajnikowi radiowemu WiFi. Łącze realizowane jest również drogą radiową, dzięki nadajnikowi umieszczonemu na dachu siedziby GOPR, przy ulicy Sudeckiej przy wyjeździe z Jeleniej Góry w stronę Karpacza.